# Емілія Джонс
Емілія Енніс І. Джонс (англ. Emilia Annis I. Jones, нар. 23 лютого 2002) — англійська акторка, співачка та авторка пісень, найвідоміша за виконанням головної ролі у фільмі CODA 2021 року в ролі Рубі Россі, за що була номінована на премію BAFTA за найкращу жіночу роль у головній ролі.
Джонс також відома тим, що зіграла Кінсі Локк у серіалі Netflix «Ключі Локків» (2020 — дотепер), а також мала додаткові ранні ролі на телебаченні, такі як «Доктор Хто» (2013) та «Утопія» (2013—2014), а також головні ролі у фільмах, як-от «Пекло» (2016), «Примарна країна» (2018) і «Жахливі історії» (2019). Вона також виступала в кількох театральних постановках у Вест-Енді в Лондоні.

## Раннє життя
Емілія Джонс — дочка валлійського співака і телеведучого Аледа Джонса та його англійської дружини Клер Фоссет. У неї є молодший брат Лукас Джонс.

## Кар'єра
Акторська кар'єра Джонс почалася в 2010 році, коли їй було 8 років, коли знялася в ролі Жасмін у фільмі «Один день» Вона зіграла Алісу в драмі Channel 4 «Утопія», а пізніше того ж року зіграла молоду Королеву років Меррі Ґалел у британському телесеріалі «Доктор Хто», епізод «Кільця Ахатена» (2013). The Boston Standard похвалив Джонс за те, що вона «з апломбом виводила свої сцени» і «справді продає суміш наївності, знань і дитячого страху Меррі», в той час як вебсайт Zap2It хвалив роботу Джонса за те, що вона лише «пляма». У кіно Джонс зіграла невеликі ролі в «Один день» (2011) і «Пірати Карибського моря: На дивних берегах» (2011).
У 2011 році Джонс дебютувала в театрі після того, як зіграла принцесу Молоду Фіону в оригінальному акторському складі мюзиклу Шрека в Королівському театрі на Друрі-Лейн. У 2013 році Джонс з'явилася в ролі Ребекки Ленкевич у фільмі «Поворот гвинта» Генрі Джеймса. Вона грала роль дев'ятирічної Флори з двома іншими дівчатками, змінюючи їх щовечора. Після свого виступу на прес-вечорі Джонс прокоментувала: «Мені це не страшно, мені це дуже весело… Я люблю кожну частину цього».
У грудні 2018 року було оголошено, що Джонс отримала роль Кінсі Локка, одного з головних героїв фантастичного драматичного серіалу Netflix «Ключі Локків» (2020 — дотепер). Перший сезон вийшов 7 лютого 2020 року. Це була перша головна роль Джонса в телесеріалі. Її привернула роль Кінсі через перспективу зіграти дві версії одного і того ж персонажа. Джонс заявила в інтерв'ю про Locke & Key : «Це для мене була одна з найкращих зйомок, які я коли-небудь мала. Акторський склад і знімальна група неймовірні, і я їх обожнюю».
У 2021 році Джонс знялася в комедійно-драматичному фільмі Apple TV+ CODA в ролі Рубі Россі, єдиної чуючої в родині, яка мріє поїхати до музичного коледжу в Берклі. Щоб зіграти роль, Джонс провела дев'ять місяців під час знімання Locke & Key, детально вивчаючи жестову мову, а також навчилася керувати професійним рибальським траулером. Прем'єра фільму відбулася 28 січня 2021 року на кінофестивалі Санденс, де його купила Apple за 25 мільйонів доларів. Прем'єра фільму відбулася на Apple TV+ 13 серпня 2021 року, фільм отримав позитивні відгуки, а Джонс та її партнер Трой Коцур отримали схвалення критиків і кілька похвал за свою гру.
Її наступний фільм — психологічний трилер під назвою Мишоловка режисера Сюзанни Фогель, оснований на оповіданні, опублікованому The New Yorker.

## Фільмографія

### Фільми
| Рік  | Назва                                      | Роль               | Режисер(и)                   |
| ---- | ------------------------------------------ | ------------------ | ---------------------------- |
| 2011 | Пірати Карибського моря: На дивних берегах | англійська дівчина | Роб Маршалл                  |
| 2011 | Один день                                  | Жасмін Мейхью      | Лоне Шерфіґ                  |
| 2014 | Як ми провели канікули                     | Лотті Маклеод      | Енді Гамільтон і Гай Дженкін |
| 2015 | Юність                                     | Френсіс            | Паоло Соррентіно             |
| 2015 | Висотка                                    | Вікі               | Бен Вітлі                    |
| 2016 | Пекло                                      | Джоанна            | Мартін Колховен              |
| 2018 | Земля привидів                             | Молода Бет Келлер  | Паскаль Ложье                |
| 2018 | Патрік                                     | Віккі              | Менді Флетчер                |
| 2018 | Two for Joy                                | Вайолет            | Том Беард                    |
| 2019 | Nuclear                                    | Емма               | Катерина Лінструм            |
| 2019 | Жахливі історії: Фільм — Гнилі римляни     | Орла               | Домінік Брігсток             |
| 2021 | CODA: У ритмі серця                        | Рубі Россі         | Сіан Хедер                   |
| 2023 | Мишоловка                                  | Марго              | Сюзанна Фогель               |
| 2024 | Віннер                                     | Реаліті Віннер     | Сюзанна Фогель               |
| 2025 | Людина, що біжить                          | Амелія Вільямс     | Едгар Райт                   |

### Телесеріали
| Рік       | Фільм                             | Роль                | Примітки                                     |
| --------- | --------------------------------- | ------------------- | -------------------------------------------- |
| 2011      | Обитель Анубіса                   | Сара Фробішер-Смайт | 8 епізодів                                   |
| 2013      | Доктор Хто                        | Меррі Ґалел         | Епізод: «The Rings of Akhaten»               |
| 2013–2014 | Утопія                            | Аліса Уорд          | 8 епізодів                                   |
| 2014      | Residue                           | Шарлотта Джонс      | 3 епізоди                                    |
| 2015      | Вовчий зал                        | Енн Кромвель        | Епізод: «Three Card Trick»                   |
| 2020–2022 | Ключі Локків                      | Кінсі Локк          | Головна роль                                 |
| 2022      | Сьогоднішнє шоу з Джиммі Феллоном | гість               | Епізод: «Біллі Крістал / Нормані»            |
| 2022      | Шоу Келлі Кларксон                | гість               | Епізод: «Сет Мейєрс і Акторський склад CODA» |

### Музичні відео
| Рік  | Художник(и)    | Назва                                  |
| ---- | -------------- | -------------------------------------- |
| 2020 | Джей Сі Стюарт | «Мені потрібно, щоб ти мене ненавидів» |

## Дискографія

### Саундтреки
| Назва                                              | Деталі альбому                                                                                             |
| -------------------------------------------------- | --- |
| Жахливі історії (оригінальний саундтрек до фільму) | - Дата виходу: 26 липня 2019 - Лейбл: Decca, UMG - Формати: цифрове завантаження, потокове передавання     |
| CODA (саундтрек з оригінального фільму Apple)      | - Дата виходу: 13 серпня 2021 - Лейбл: Republic, UMG - Формати: цифрове завантаження, потокове передавання |

### Як авторка
| Пісня         | Головний виконавець(и)                               | Автор(и)    | Альбом                                                    | Рік  |
| ------------- | ---------------------------------------------------- | ----------- | --------------------------------------------------------- | ---- |
| «Довга пісня» | Емілія Джонс (feat. Національний оркестр ВВС Уельсу) | Мюррей Голд | Доктор Хто: Серія 7 (оригінальний телевізійний саундтрек) | 2013 |

### Як співавторка
| Пісня    | Головний виконавець(и)     | Автор(и)     | Альбом | Рік  |
| -------- | -------------------------- | ------------ | ------ | ---- |
| «Psycho» | Ліам Джессап (як Justliam) | Ліам Джессап | Н/Д    | 2020 |

### Як автор пісень
| Пісня               | Головний виконавець(и) | Автор(и)                                             | Альбом            | Рік  |
| ------------------- | ---------------------- | ---------------------------------------------------- | ----------------- | ---- |
| «Through the Phone» | Wild Youth             | Конор О'Донохью Ед Дрюетт Емілія Джонс Піт Хаммертон | Forever Girl — EP | 2020 |

## Театр
| Рік       | Пєса           | Роль      | Театр                          |
| --------- | -------------- | --------- | ------------------------------ |
| 2011–2012 | Шрек Мюзикл    | Юна Фіона | Королівський театр, Друрі Лейн |
| 2013      | Поворот гвинта | Флора     | Театр Алмейда                  |
| 2014      | Далеко         | Джоан     | Молодий Вік                    |

## Нагороди та номінації
| Рік  | Нагорода                                          | Категорія                        | Фільм | Нагорода  | Прим.  |
| ---- | ------------------------------------------------- | -------------------------------- | ----- | --------- | ------ |
| 2021 | Chicago Film Critics Association                  | Most Promising Performer         | CODA  | Номінація | [ 18 ] |
| 2021 | Detroit Film Critics Society                      | Best Breakthrough Performance    | CODA  | Номінація | [ 19 ] |
| 2021 | Gotham Independent Film Awards                    | Breakthrough Performer           | CODA  | Перемога  | [ 20 ] |
| 2021 | Greater Western New York Film Critics Association | Lead Actress                     | CODA  | Номінація | [ 21 ] |
| 2021 | Greater Western New York Film Critics Association | Breakthrough Performance         | CODA  | Номінація | [ 21 ] |
| 2021 | Indiana Film Journalists Association              | Best Actress                     | CODA  | Номінація | [ 22 ] |
| 2021 | Indiana Film Journalists Association              | Breakout of the Year             | CODA  | Номінація | [ 22 ] |
| 2021 | Las Vegas Film Critics Society                    | Best Actress                     | CODA  | Номінація | [ 23 ] |
| 2021 | Las Vegas Film Critics Society                    | Youth in Film — Female           | CODA  | Перемога  | [ 24 ] |
| 2021 | North Texas Film Critics Association              | Best Newcomer                    | CODA  | Номінація | [ 25 ] |
| 2021 | Online Association of Female Film Critics         | Breakthrough Performance         | CODA  | Номінація | [ 26 ] |
| 2021 | Utah Film Critics Association                     | Best Actress                     | CODA  | Перемога  | [ 27 ] |
| 2021 | Washington D.C. Area Film Critics Association     | Best Youth Performance           | CODA  | Номінація | [ 28 ] |
| 2022 | Alliance of Women Film Journalists                | Best Breakthrough Performance    | CODA  | Перемога  | [ 29 ] |
| 2022 | Austin Film Critics Association                   | Breakthrough Artist Award        | CODA  | Номінація | [ 30 ] |
| 2022 | British Academy Film Awards                       | Best Actress in a Leading Role   | CODA  | Номінація | [ 31 ] |
| 2022 | Chicago Indie Critics                             | Best Actress                     | CODA  | Номінація | [ 32 ] |
| 2022 | Critics' Choice Movie Awards                      | Best Young Actor/Actress         | CODA  | Номінація | [ 33 ] |
| 2022 | Georgia Film Critics Association                  | Breakthrough Award               | CODA  | Номінація | [ 34 ] |
| 2022 | Gold Derby Film Awards                            | Best Breakthrough Performer      | CODA  | Номінація | [ 35 ] |
| 2022 | Hawaii Film Critics Society                       | Best Actress                     | CODA  | Номінація | [ 36 ] |
| 2022 | Hollywood Film Critics Association                | Best Actress                     | CODA  | Номінація | [ 37 ] |
| 2022 | Houston Film Critics Society                      | Best Actress                     | CODA  | Номінація | [ 38 ] |
| 2022 | International Film Society Critics                | Best Youth Performance           | CODA  | Перемога  | [ 39 ] |
| 2022 | London Film Critics' Circle                       | Young British/Irish Performer    | CODA  | Номінація | [ 40 ] |
| 2022 | Minnesota Film Critics Alliance                   | Best Actress                     | CODA  | Номінація | [ 41 ] |
| 2022 | Music City Film Critics Association               | Best Young Actress               | CODA  | Перемога  | [ 42 ] |
| 2022 | North American Film Critics Association           | Best Actress                     | CODA  | Номінація | [ 43 ] |
| 2022 | North Carolina Film Critics Association           | Best Breakthrough Performance    | CODA  | Номінація | [ 44 ] |
| 2022 | Online Film & Television Association              | Best Youth Performance           | CODA  | Перемога  | [ 45 ] |
| 2022 | Online Film & Television Association              | Breakthrough Performance: Female | CODA  | Номінація | [ 45 ] |
| 2022 | Santa Barbara International Film Festival         | Virtuoso Award                   | CODA  | Перемога  | [ 46 ] |
| 2022 | San Diego Film Critics Society                    | Best Actress                     | CODA  | Номінація | [ 47 ] |
| 2022 | San Diego Film Critics Society                    | Breakthrough Artist              | CODA  | Перемога  | [ 48 ] |
| 2022 | Seattle Film Critics Society                      | Best Youth Performance           | CODA  | Перемога  | [ 49 ] |